# Foundiougne
Foundiougne ist eine städtische Gemeinde (commune) im zentralen Westen Senegals. Sie ist Präfektur des Départements Foundiougne in der Region Fatick.

## Geographische Lage
Foundiougne liegt im Zentrum der Region Fatick, 130 Kilometer südöstlich von Dakar und 24 Kilometer von der Regionalpräfektur Fatick entfernt. Foundiougne liegt am Südufer des Saloum-Hauptarms gegenüber der Einmündung des Sine auf der rund 108 km² großen Insel Loog im Osten des Saloum-Deltas, zusammen mit den Gemeinden Mbam und Soum. Der Saloum  hat in Höhe der Stadt unter dem auswaschenden Einfluss der Gezeitenströmungen, 41 Kilometer von der Einmündung in den Atlantik entfernt, eine Breite von rund 1400 Meter erlangt. Das Gemeindegebiet hat eine Fläche von 11,60 km².

## Geschichte
Foundiougne wurde 1917 von der französischen Kolonialverwaltung als Hafenstadt gegründet und erlangte schon damals zugleich mit Fatick und Kaolack den Status einer städtischen Gemeinde (commune). Die Stadt spielte damals mit ihrem Handelshafen und wegen ihrer strategischen Lage am Saloum eine wichtige Rolle. Die Einwohner kamen überwiegend aus der Volksgruppe der Serer.
Foundiougne war damals einer der wichtigsten Handelshäfen in Französisch-Westafrika für die Verschiffung der Erdnussernte aus dem Erdnussbecken nach Europa. Als nach 1945 der Haupthafen weiter stromaufwärts nach Kaolack verlegt wurde, nahm die Wirtschaftskraft der Stadt rapide ab. Die Zahl der Einwohner ging von 80.000 auf zeitweise unter 4000 zurück.
Zeugen der einstigen Bedeutung finden sich noch immer im Stadtbild: Werften und Kolonialgebäude, die nun unter anderem als Hotels, Rathaus, Präfektur, Zollamt und Zentralmarkt genutzt werden.

## Bevölkerung
Die letzten Volkszählungen ergaben jeweils folgende Einwohnerzahlen:
| Jahr | Einwohner |
| ---- | --------- |
| 1988 | 3354      |
| 2002 | 4935      |
| 2013 | 6822      |
| 2023 | 8924      |

## Verkehr
Durch die Lage auf der Insel Loog ist Foundiougne auf dem Landweg nicht leicht erreichbar. Die Nationalstraße N 9, bis 2012 als Regionalstraße R 61 klassifiziert, führt aus der Stadt nach Südosten und überquert dabei den Diombos, einen Mündungsarm des Saloum mit einer Damm- und Brückenkonstruktion. In Passy südwestlich von Kaolack besteht ein Anschluss an die Nationalstraße N 5.
Am Nordufer des Saloum setzt sich die N9 fort und führt zur Regionalpräfektur Fatick. Zum Übersetzen dorthin war man jahrzehntelang auf den Bac de Foundiougne als Autofähre angewiesen. Sie pendelte mehrmals täglich zum 1200 Meter entfernten Nordufer des Saloum bei Ndakhonga. Der anschließende Abschnitt der N9 bis Fatick führt durch ein weitgehend amphibisch geprägtes Gebiet des Saloum-Deltas. In Fatick besteht ein Anschluss zur N 1.
Seit 2014 gab es konkrete Pläne zum Bau einer Brücke über den Saloum, die die wirtschaftliche Entwicklung des ganzen Umlandes von Foundiougne entscheidend verbessern könnte, nicht zuletzt, weil durch eine bessere Erreichbarkeit auch die touristische Attraktivität des Saloum-Deltas steigen würde. Am 16. Januar 2022 wurde der Pont de Foundiougne als mautpflichtige Brücke dem Verkehr übergeben. Seitdem gibt es für Foundiougne und Umgebung eine Schnellverbindung mit Fatick und dem Rest des Landes.

## Städtepartnerschaft
- Martignas-sur-Jalle in Frankreich